# 舒福隆
舒福隆（法語：Célestin-Félix-Joseph Chouvellon，1849年12月19日—1924年5月11日），巴黎外方传教会会士，川东代牧区首任主教（1891年9月25日-1924年5月11日）。
1849年12月19日，舒福隆出生在法国Usson-en-Forez，1871年加入巴黎外方传教会，1873年9月20日晋升司铎。
1873年，舒福隆神父来到中国传教。1891年9月25日被任命为川东代牧区主教，同年12月27日祝圣。
1924年5月11日，舒福隆主教去世，享年74岁。继任者为尚惟善。